# StarPlus
Star Plus (tiếng Hindi: स्टार प्लस) là một kênh tiếng Hindi về giải trí Ấn Độ, sở hữu bởi 21st Century Fox. Các chương trình bao gồm kịch xà phòng, phim hài, chương trình thực tế, phim hành động và phim truyền hình. Kênh được phủ trên toàn thế giới thông qua Fox Networks Group, công ty của 21st Century Fox.